# Гвинтові сходи (Вайт)
«Гвинтові сходи» — детективний роман англійської письменниці Етель Ліни Вайт, уперше опублікований у 1933 році під назвою «Хтось має пильнувати» (англ. Some Must Watch), після екранізації твір отримав назву «Гвинтові сходи» (англ. The Spiral Staircase).

## Сюжет
Усі події твору розгортаються навколо котеджу професора Воррена під назвою «Вершина», що розташований на межі Англії та Вельсу. Мало хто хотів би працювати в цьому забутому Богом місці. До того ж поряд з «Вершиною» неодноразово знаходили мертвих служниць. Чи стане Гелен наступною жертвою вбивці? Але попри всі чутки Гелен вважає «Вершину» своєю фортецею, найбезпечнішим місцем.
У будинку молода дівчина стає глядачкою любовних інтриг. Річ у тому, що Симона, дружина Ньютона, вподобала молодого хлопця Стівена. Хлопцеві подобається загравати до місіс Ньютон не через те, що він закоханий у неї, а тому, що парубкові подобається нервувати самого Ньютона. Крім цього, в будинку мешкає стара леді Воррен. Економка місіс Оутс одного вечора розповіла Гелен таємницю про леді Воррен. За чутками вона вбила свого чоловіка. Також стара була жорстокою до доглядальниць: кидалась у них їжею або била по голові. Після цих розповідей Гелен побоювалась леді Воррен, але свої обов'язки виконувати треба. Одного разу служниця потрапила до лиховісної синьої кімнати, де лежала Воррен. Під час цього візиту Гелен у кімнаті знаходить револьвер старенької. Крім цієї знахідки, Гелен непокоїть сам стан старої, яка весь час говорить про небезпеку в будинку та намагається поселити її в синій кімнаті, щоб служниця була під захистом старої леді. Згодом з'являється сестра Баркер, яка стала новою доглядальницею хворої леді Воррен.
Проте стіни фортеці починають руйнуватись. Спочатку в леді Воррен несподівано закінчився балон з киснем. Лікар Перрі наполягав на необхідності кисню для старої. Було вирішено негайно відправити за ним містера Оутса. Мінус одна людина з котеджу. Після цього неподалік «Вершини» знаходять ще один труп дівчини. Її звали Серідвен, колись вона працювала служницею у «Вершині». Усі налякані, тому запроваджують нові правила безпеки: ніхто не виходить з будинку, всі вікна та двері повинні бути зачиненими, за будь-яких причин нікого не впускати. Але першим це правило порушив Стівен. Він мав собаку Отто, якого не знайшов у себе в кімнаті, тому пішов його шукати на двір. Після звістки, що парубок пішов з будинку, за ним побігла Симона, за Симоною побіг Ньютон. Ще мінус троє в котеджі. Наступною жертвою стала місіс Оутс. Вона була неймовірно п'яною, тому вибуває з цієї гри. Через несправність замка у дверях, міс Воррен була замкнена у своїй кімнаті. Професор заснув під дією препаратів. Отже, у будинку залишились леді Воррен, Гелен та сестра Баркер. Служниця та медсестра постійно сваряться та підозрюють одна одну.
Після таємничого зникнення сестри Баркер, Гелен прямує до леді Воррен. У синій кімнаті вона знаходить один важливий предмет — білий шарф. Коли вбивця душив Серідвен, дівчина відірвала краєчок білого шарфа, що був в той момент на вбивці. Скоро Гелен дізнається, хто насправді був вбивцею та зустрінеться з ним віч-на-віч. Отже, серійним убивцею був професор Воррен. Успадкував він захоплення вбивати від свого батька. Ми знову повертаємось до чуток, які розповідала міс Оутс. Чоловік леді Воррен за своє життя вбив двох покоївок, через що леді Воррен була змушена його застрелити. Проте її пасинок був жорстокішим. Він вбивав одну за одною. Леді Воррен надіялась, що кожна із п'яти жертв буде останньою, але вона помилялась. Стара нарешті зробила рішучий крок та зупинила вбивцю. Вона застрелила свого пасинка з револьвера, врятувавши Гелен та Баркер.
Твір закінчується тим, що стара леді Воррен шкодує, що вона не зробила цього 50 років тому.

## Дійові особи
- Гелен Кейпел — працює служницею у котеджі професора Воррена під назвою «Вершина»
- Сестра Баркер — медсестра леді Воррен
- Професор Воррен — пасинок леді Воррен
- Леді Воррен — стара та хвора мачуха професора Воррена
- Міс Воррен — сестра та економка професора Воррена.
- Доктор Перрі — лікар леді Воррен
- Ньютон — син професора Воррена
- Симона — дружина Ньютона
- Стівен Райс — учень професора Воррена
- Місіс Оутс — економка
- Містер Оутс — різнороб

## Екранізації
- 1946 — «Гвинтові сходи», американський кінофільм режисера Роберта Сьодмака. У стрічці знялись Дороті Макгвайр, Джордж Брент, Етель Беррімор, Кент Сміт, Ронда Флемінг, Гордон Олівер, Ельза Ланчестер, Сара Оллгуд та інші.
- 1961 — «Гвинтові сходи», американський телефільм режисера Бориса Сагала. Ролі виконували Елізабет Монтгомері, Ліліан Ґіш, Гіг Янг, Еді Адамс, Едді Альберт, Джеффрі Лінн, Френк Макг'ю та інші.
- 1975 — «Гвинтові сходи», британський кінофільм режисера Пітера Коллінсона. Ролі виконували Жаклін Біссет, Крістофер Пламмер, Джон Філліп Лоу, Гейл Ханнікатт, Мілдред Даннок, Елейн Стрітч та інші[3][4].
- 2000 — «Гвинтові сходи», американський телефільм режисера Джеймса Геда. У ролях Ніколет Шерідан, Джадд Нельсон, Холланд Тейлор Долорес Дрейк та інші[5][6].